# آلبرتو گررو مارتینز
آلبرتو گررو مارتینز (به اسپانیایی: Alberto Guerrero Martínez) (زادهٔ ۲۸ ژوئن ۱۸۷۸ – درگذشتهٔ ۲۱ مه ۱۹۴۱) یک سیاستمدار اهل اکوادور بود. وی از ۲ سپتامبر ۱۹۳۲ تا ۴ دسامبر ۱۹۳۲ رئیس‌جمهور این کشور بود.